# باغ صخره‌ای

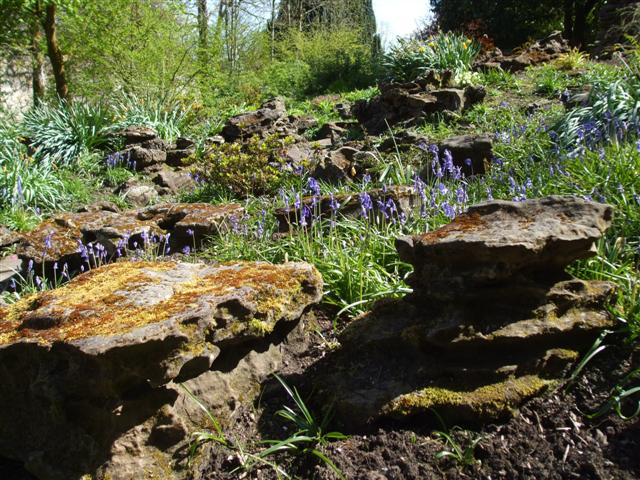
باغ صخره‌ای

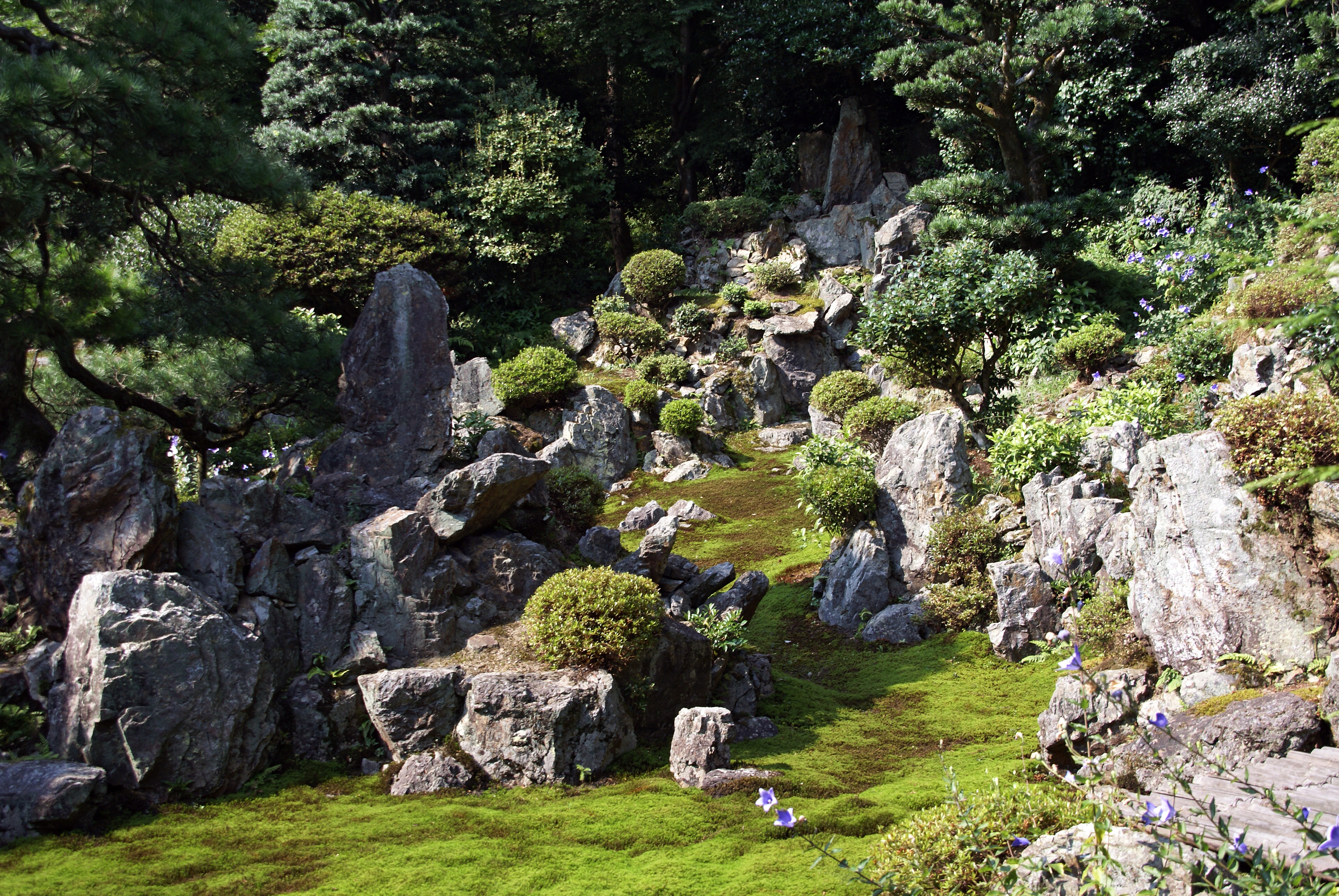
سیگانجی در مایبارا، شیگا، استان شیگا، ژاپن

باغ صخره‌ای به باغی می‌گویند که با استفاده بسیار از سنگ و شن و ماسه، محیطی مناسب برای نگهداری گیاهان کوهستان یا گیاهان مقاوم در برابر کم آبی در آن فراهم شده است.

## نگارخانه

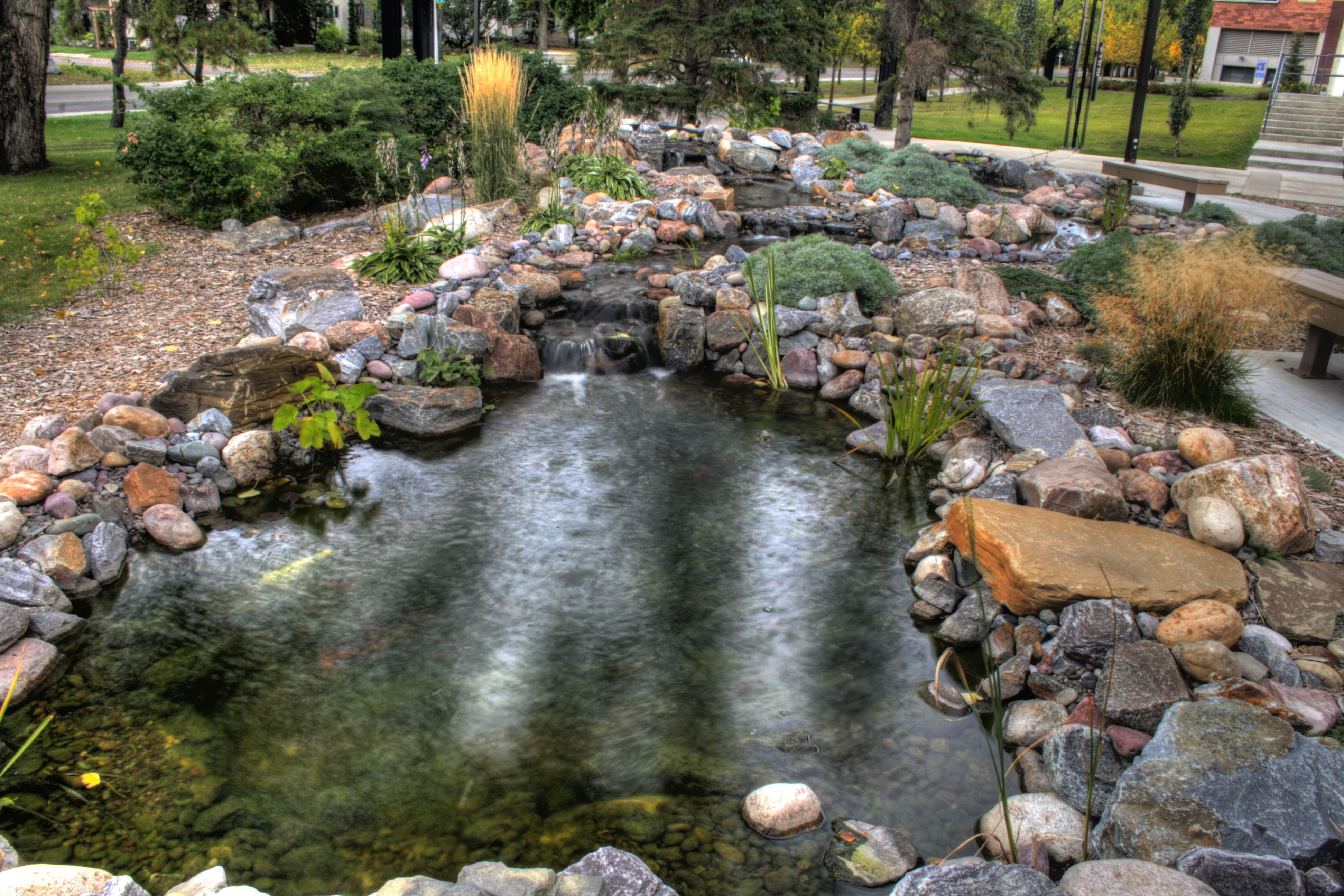
دریاچه مضنوعی باغ صخره‌ای پردیس ادمونتون دانشگاه آلبرتا در ادمونتون،  کانادا.
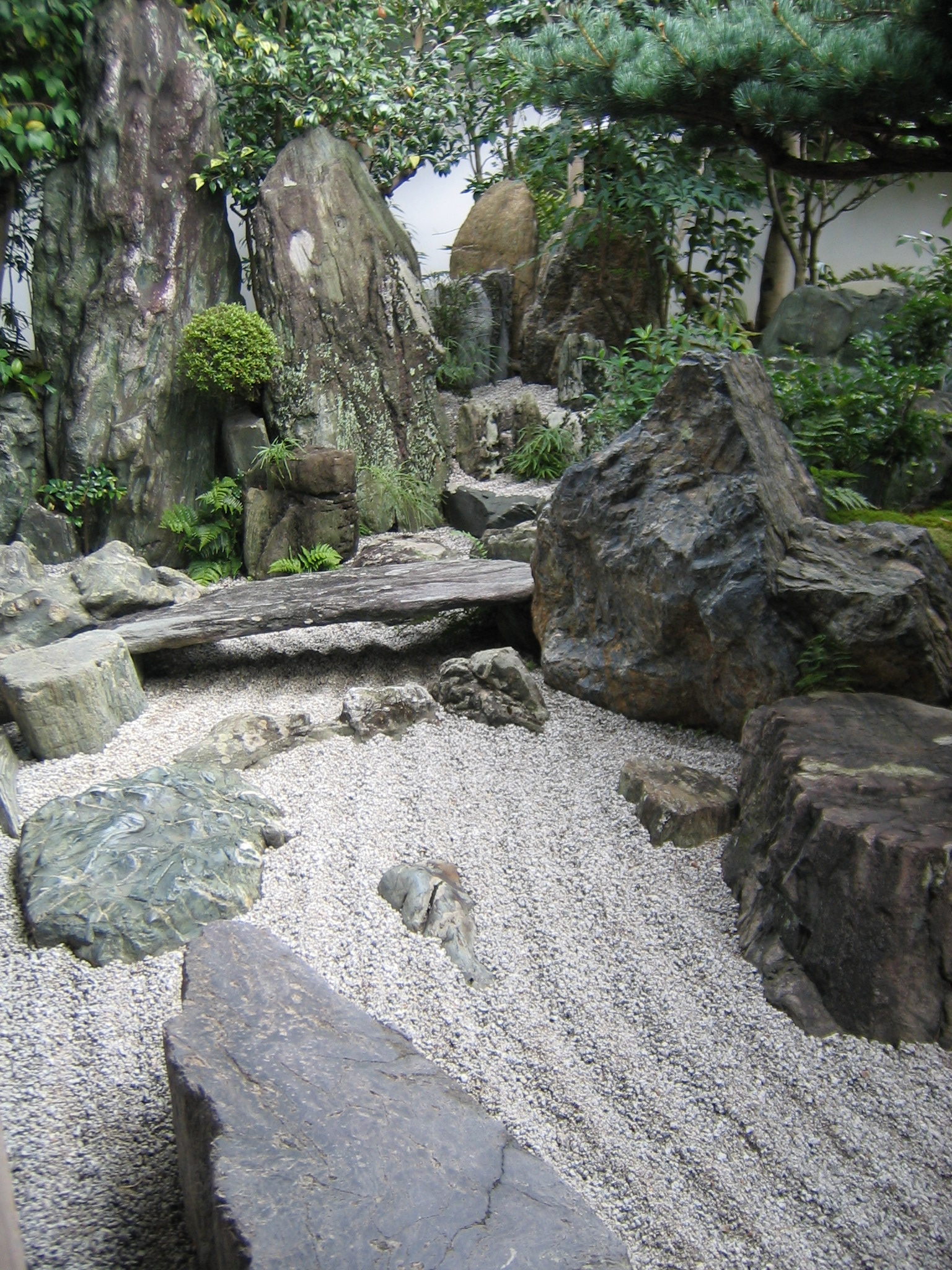
یک باغ ذن،  شامل کوه،  آبشار،  و «رود سنگریزه» در Daisen-in (۱۵۰۹–۱۵۱۳)
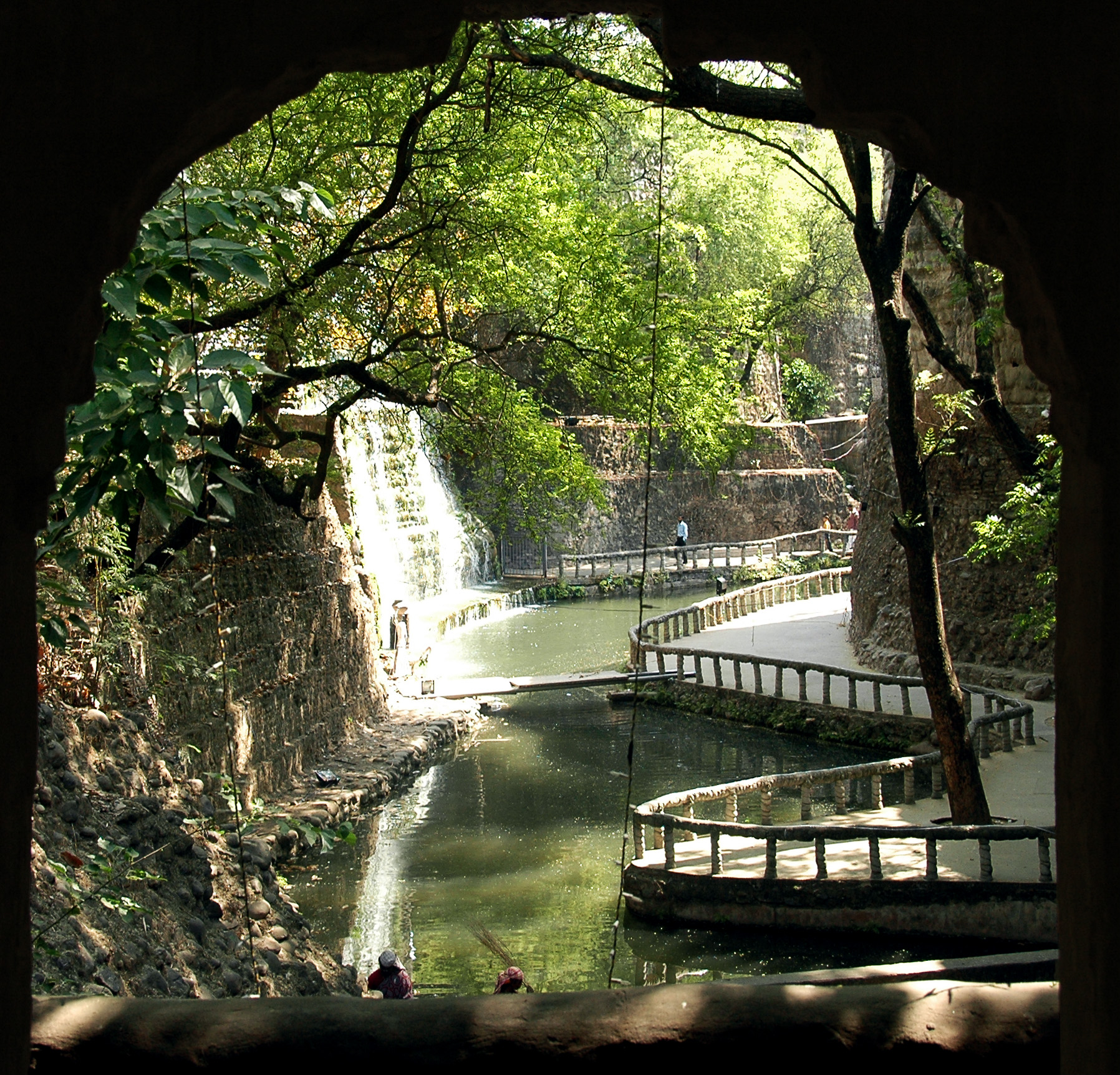
باغ صخره‌ای چندی‌گر،  هند
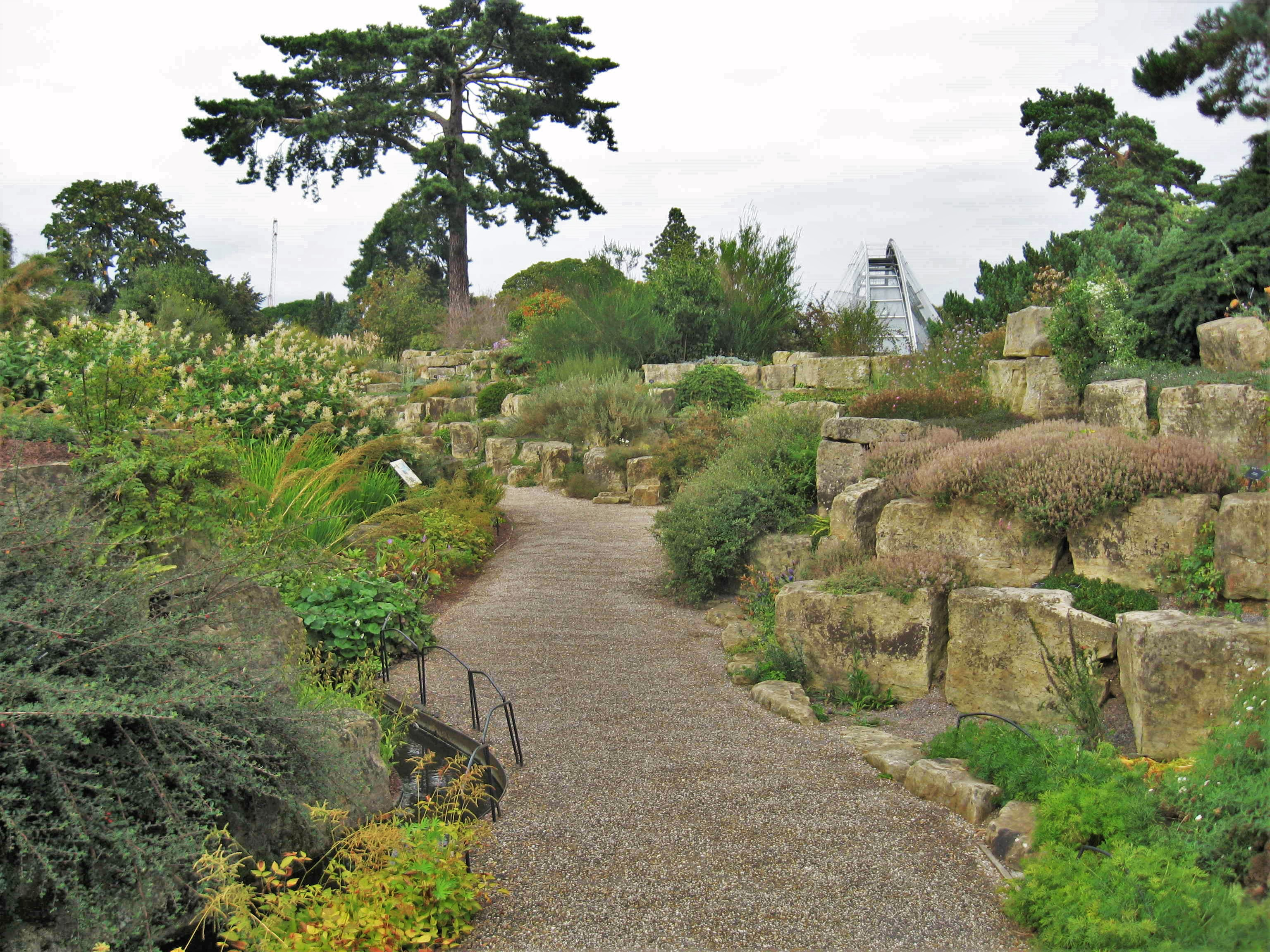
باغ صخره‌ای در باغ‌های گیاه‌شناسی پادشاهی، کیو
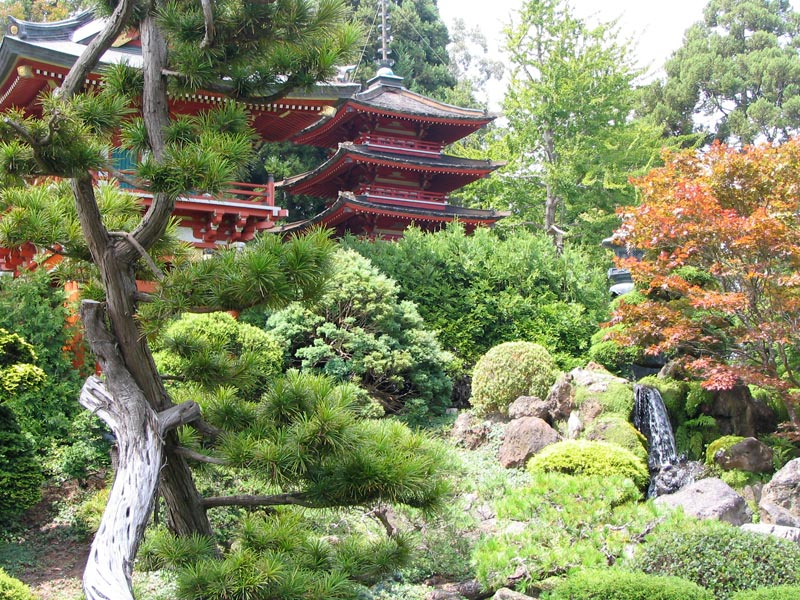
باغ چای ژاپنی هاگیوارا،  یک باغ چای در سان فرانسیسکو